# みさきまぐろきっぷ

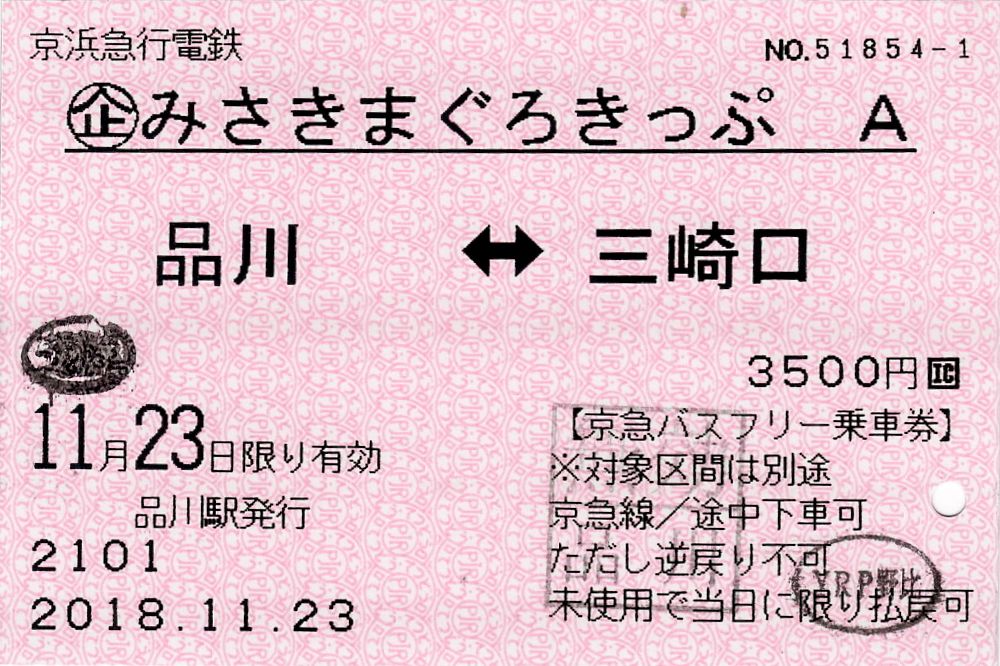
みさきまぐろきっぷ

西武鉄道 西武線発みさきまぐろきっぷ（ゆき）

みさきまぐろきっぷは、京浜急行電鉄（京急）が発売する企画乗車券である。

## 概要

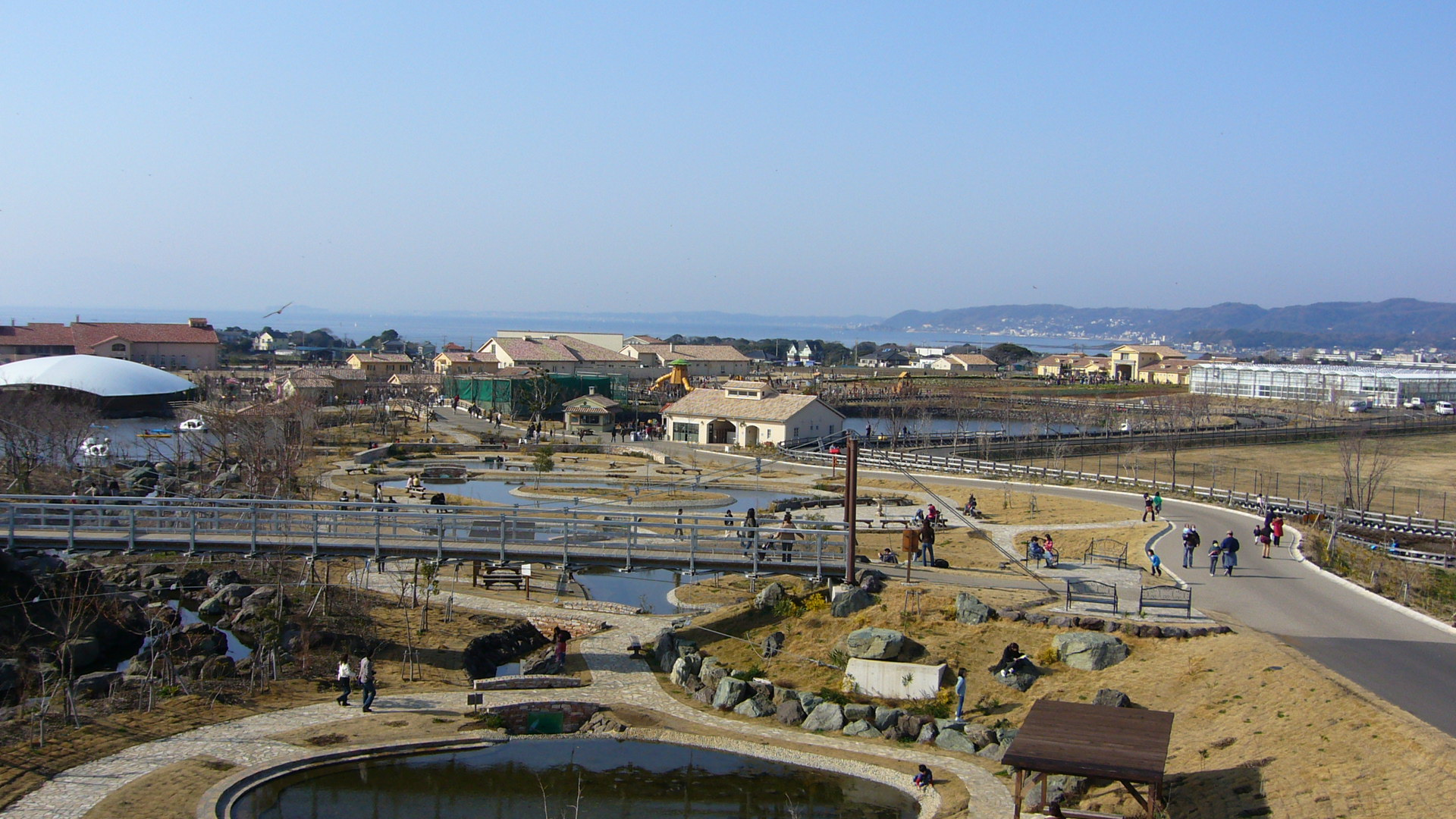
長井海の手公園 ソレイユの丘

発駅から京急久里浜線の終点である三崎口駅までの往復乗車券と三崎・城ヶ島・長井地区の京浜急行バスフリー乗車券、「まぐろまんぷく券」、「三浦・三崎おもひで券」がセットになっている。発売開始は2009年8月で、当初は三浦半島への観光客誘致を目的とした期間限定企画だったが、後に通年販売となった。ただし三浦国際市民マラソン当日や年末年始などは利用不可
「まぐろまんぷく券」は32店の対象店舗で、三崎マグロを主とした特別メニューを利用可能な食事券。「三浦・三崎おもひで券」は、対象店舗でのお土産の引き換え、観光船の乗船、三浦マホロバ温泉の日帰り入浴、レンタサイクルなど、「おもひで券PLUS」おもひで券と料金支払いでさまざまな体験が可能である。旅番組や情報番組でも取り上げられ、年間販売枚数は、初年度である2009年度の15,898枚から2014年度に10万枚を突破し（120,555枚）、2016年度は157,461枚を記録した。特に三浦海岸駅周辺の線路沿い河津桜と菜の花が咲き誇る2月後半の利用者が多い。
2017年10月5日に価格改定を伴うリニューアルが行われ(品川発 3,060円→3,500円)、食事・土産の対象店舗の追加、路線バスのフリー区間のソレイユの丘方面への拡充、「三浦・三崎おもひで券」でのみ乗車可能なKEIKYU OPEN TOP BUSの運行が開始するとともに、チケットの名称が「選べるまぐろ食事券」から「まぐろまんぷく券」、「選べるレジャー施設利用券orお土産券」から「三浦・三崎おもひで券」に、それぞれ改められた。「KEIKYU OPEN TOP BUS」運行開始記念式典において三浦市の吉田英男市長は、「電車賃無料と言えるほどのサービス商品」と評価し、市内の路線バスについても、本来利用者の少ない日中の時間帯でも多くの乗客がみられると述べている。行楽シーズンには一部の店舗に混雑が生じることから、三崎口駅と三浦海岸駅の液晶モニターおよびウェブサイトで混雑状況の表示を開始した。京急では、値上げ分の一部を従来からの施設の取り分の上乗せに充てるとしている。同日より12月3日までの期間限定で、三崎口駅の駅名標が「三崎マグロ駅」に掛け替えられた。
2022年7月20日に再度価格改定を伴うリニューアルが行われ(品川発3,500円→4,250円)、既存の「三浦・三崎おもひで券」では利用できなかったSUP体験や陶芸体験など、新たなアクティビティを「三浦・三崎おもひで券」にプラスして楽しめる「おもひで券PLUS」の登場と呈示優待割引可能な加盟店舗を8店舗追加された。
同時にスマートフォンで購入・利用できる「デジタルみさきまぐろきっぷ」を観光型MaaS「三浦newcal」で発売開始した。このデジタルきっぷは紙のきっぷでは設定がなかった泉岳寺駅発も購入できる。

## 京急による同種の企画乗車券
- よこすか満喫きっぷ
横須賀市中心部や観音崎が対象。2010年に発売開始した「よこすかグルメきっぷ」[11]を2017年7月にリニューアル[12]した。

- 葉山女子旅きっぷ
逗子市・葉山町が対象。2015年9月に期間限定で発売した「京急×OZ 葉山女子旅きっぷ」を2016年4月より通年販売。男性でも利用可能[13]。

## 発売箇所
紙のみさきまぐろきっぷは泉岳寺駅・三崎口駅を除く京急各駅の自動券売機で販売しており、デジタルみさきまぐろきっぷは三崎口駅を除く京急各駅の乗車開始駅を三浦newcalのWEBサイトから選び事前に購入できる。
2017年6月17日からは、西武鉄道（池袋駅・西武新宿駅・高田馬場駅・小竹向原駅および西武多摩川線各駅を除く）でもみさきまぐろきっぷの発売を開始した。発駅から池袋駅または高田馬場駅までの往復乗車券のほか、「みさきまぐろきっぷ」引換券が発券され、京急品川駅で引き換える。池袋・高田馬場 - 品川駅間の運賃は含まれない。また、池袋線は東京メトロ副都心線・東急東横線と直通運転を行っているが、これらの路線を経由して横浜駅で京急に乗り換えての利用もできない。かつては京王電鉄でも発売されていた